# 英国天津同乡会
英国天津同乡会于2014年8月1日于英国伦敦正式成立。英国天津同乡会是中国驻大不列颠及北爱尔兰联合王国大使馆、中国天津市人民政府侨务办公室正式认可的非盈利性海外华侨组织。
http://www.chinanews.com/hr/2014/07-24/6423132.shtml （页面存档备份，存于）